# Cigarettglöd
Cigarettglöd (Cuphea ignea) är en fackelblomsväxtart som beskrevs av A. Dc.. Enligt Catalogue of Life ingår Cigarettglöd i släktet blossblommor och familjen fackelblomsväxter, men enligt Dyntaxa är tillhörigheten istället släktet blossblommor och familjen fackelblomsväxter. Arten förekommer tillfälligt i Sverige, men reproducerar sig inte. Inga underarter finns listade i Catalogue of Life.

## Bildgalleri

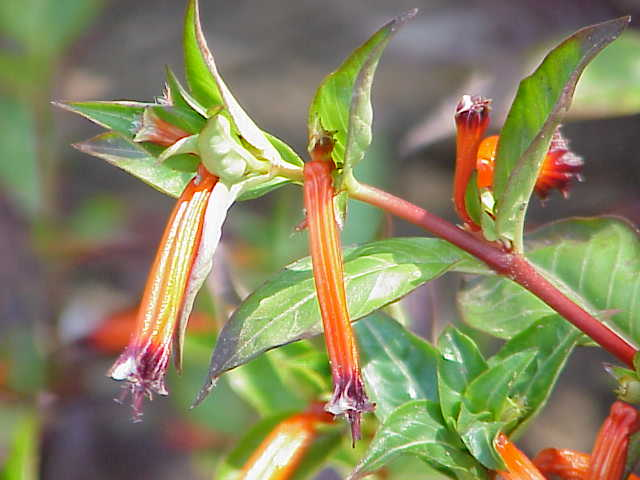